# Pachycrocuta
Pachycrocuta — рід доісторичних гієн. Найбільшим і найкраще дослідженою є Pachycrocuta brevirostris, яка досягала приблизно 90–100 см висоти у плечах і, за оцінками, у середньому важила 110 кг, наближаючись до розмірів левиці, що робить її найбільшою з відомих гієн. Pachycrocuta вперше з'явилася під час пізнього міоцену (7.2–5.3 Ma) і вимерла в середньому плейстоцені, 400 000 років тому.

## Скам'янілості
Найдавніші екземпляри Pachycrocuta були знайдені в пізньому міоцені округу Барінго (Кенія). Викопні останки були знайдені широко в Євразії та південній і східній Африці. Більшість матеріалу складається з фрагментованих останків, як правило, черепа, але на знаменитому місці Чжоукоудянь було виявлено схованку з дуже повним кістковим матеріалом, який, ймовірно, представляє останки тварин, які використовували ці печери як лігва протягом багатьох тисячоліть. На західному кінці їхнього колишнього ареалу, у Вента-Міцена на південному сході Іспанії, величезна сукупність скам'янілостей плейстоцену також представляє лігво.

## Спосіб життя
Подібно до сучасної смугастої гієни, вона, ймовірно, була в першу чергу клептопаразитарним падальником інших хижаків, таких як шаблезубі кішки. Pachycrocuta — важка тварина, створена не для переслідування здобичі на великі відстані й у цьому вона відрізнялася б від сучасної плямистої гієни, яка є більш спритною і зазвичай вбиває власну їжу.